# Malacomorpha spinicollis
Malacomorpha spinicollis är en insektsart som först beskrevs av Hermann Burmeister 1838.  Malacomorpha spinicollis ingår i släktet Malacomorpha och familjen Pseudophasmatidae. Inga underarter finns listade i Catalogue of Life.